# مصطفى جودت العباسي
عميد مصطفى جودت العباسي، عسكري مصري، كان قائد اللواء 30 مشاة مستقل، خلال حرب أكتوبر 1973.